# 高承殷
高承殷（英語：Ko Shing Yan Perry，1998年6月1日—），香港足球運動員，司職左閘。現時效力於香港甲組聯賽球隊凱景。他早年就讀聖保羅書院小學，在2016年畢業於耀中國際學校。

## 球會生涯
2014－15球季，高承殷由流浪青年軍升上流浪一隊。
2016年1月13日，菁英盃A組賽事，標準流浪以2–0擊敗傑志，高承殷後備入替，這場也是高承殷首次為標準流浪披甲。

## 國際賽生涯
2014年，高承殷代表香港U16首次勇闖U16亞少盃決賽周，但在決賽週分組賽事中，三戰皆敗，最終宣告無緣晉級。

## 外部連結
- 香港足球總會網頁球員註冊資料 （页面存档备份，存于）